# Ulica Podporucznik Emilii Gierczak w Kołobrzegu
Ulica Podporucznik Emilii Gierczak (niem. hist. Badstüberstraße/Fischerstraße, Schlieffen Straße, pol. po 1945 r. Kresowa) – ulica historycznego Starego Miasta w Kołobrzegu. Administracyjnie należy do dzielnicy Śródmieście.

## Historia

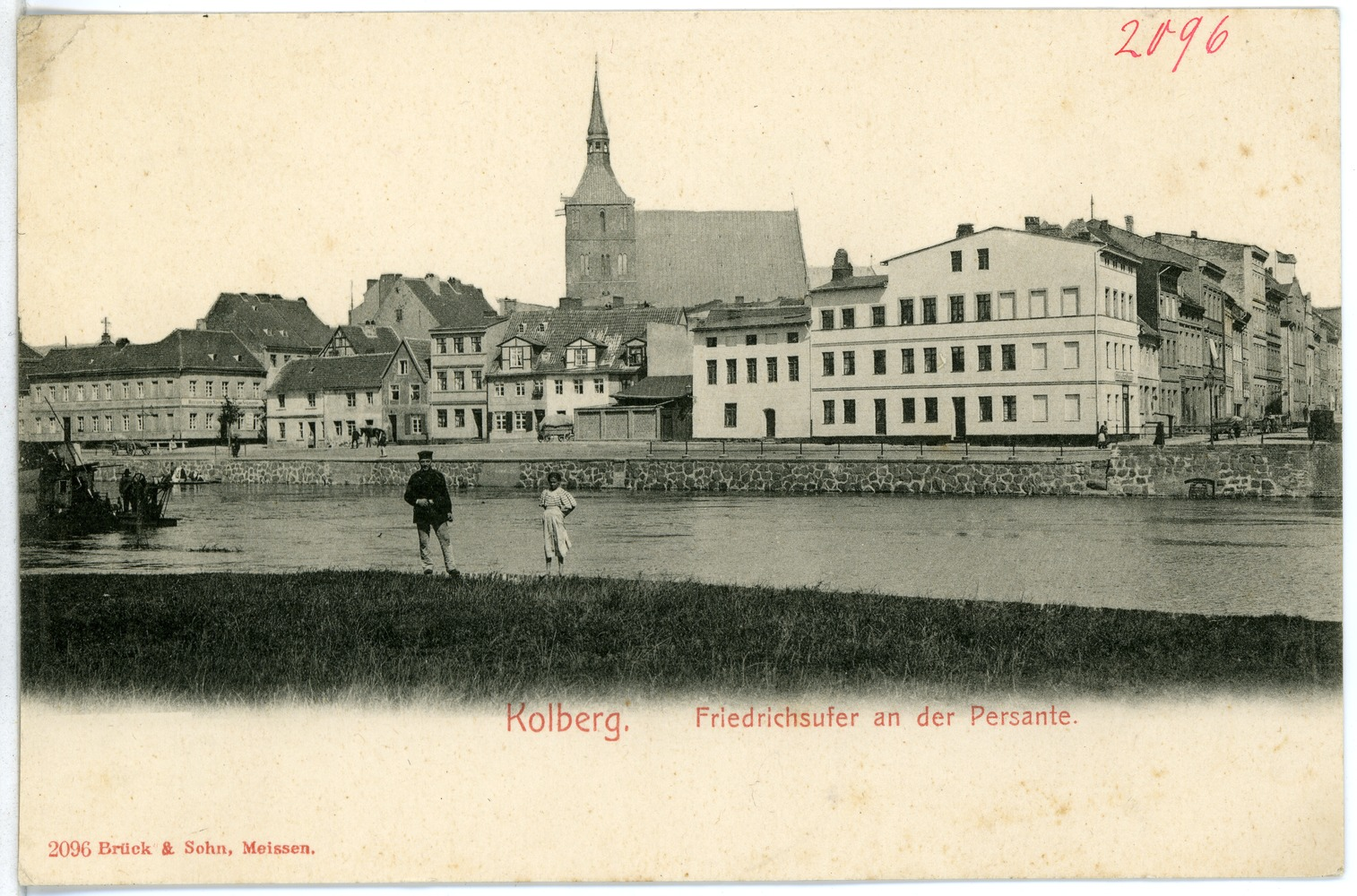
Parsęta w 1901 r. Z prawej strony widoczny wylot ulicy Gierczak do ulicy Rzecznej.

Ulica powstała po 1255 roku w związku z lokacją miasta przez Barnima I. Pierwotnie ulica była krótsza i łączyła mury miejskie z rynkiem. W XIV wieku osuszono prawy brzeg Parsęty i powiększono obszar miasta, przedłużając ulicę do brzegu rzeki i sytuując u jej wylotu furtę wodną. W tym czasie zabudowę drewnianą zaczęła zastępować murowana. W I połowie XV wieku wybudowano zachowaną do dziś gotycką kamienicę Schlieffenów. Do 1483 r. obowiązywała nazwa Fischerstraße (Rybacka), której źródłosłowu należy upatrywać w profesji dawnych mieszkańców ulicy, trudniących się rybactwem. Odcinek ulicy najbliżej Parsęty nosił przejściowo nazwę Badstüberstraße lub Badenstraße (Łaziebna), w nawiązaniu do łaźni miejskiej zlokalizowanej przy tym odcinku. W 1483 r. wprowadzono nazwę Schlieffenstraße (Schlevestrate) na cześć rodziny Schlieffenów związanej z radą miasta.
Wskutek ciężkich walk w bitwie o Kołobrzeg w czasie II wojny światowej zabudowa miasta uległa zniszczeniu w ok. 90%. Po zakończeniu działań wojennych nie podjęto odbudowy zniszczonych kamienic. 18 września 1948 r. doszło nawet do wypadku ze skutkiem śmiertelnym spowodowanego zawaleniem się ruin jednej z kamienic. Ostatecznie ruiny niemal całej zabudowy ulicy uległy rozbiórce, a cegły wywieziono na odbudowę w głąb Polski. Zachowano jedynie cztery budynki: ruiny kamienicy Schlieffenów (odbudowa w latach 1957–1963) po stronie zachodniej oraz dwie inne kamienice i jedną oficynę po wschodniej stronie ulicy.
21 maja 1970 r. Stowarzyszenie Architektów Polskich rozstrzygnęło konkurs na nową zabudowę Starego Miasta w Kołobrzegu. Zwyciężył projekt architektów Natana Grabiego, Andrzeja Katzera, Stanisława Palmego i Wiesława Świtakowskiego. W ramach tego projektu powstały przy ul. Gierczak dwa czteropiętrowe bloki nr 12-15 i 16-19.
Po 1984 r. Miastoprojekt Kołobrzeg pod kierunkiem A. Lepczyńskiego stworzył plan zabudowy wolnych działek na Starym Mieście. Planem objęto też ulicę Gierczak, przy której powstały budynki w stylu postmodernistycznym nawiązujące w sposób luźny do dawnej zabudowy staromiejskiej. Nie zrealizowano pomysłu likwidacji hali wystawowej i terenów zielonych Muzeum Oręża Polskiego i zbudowania na ich miejscu kolejnych kamienic.

## Galeria

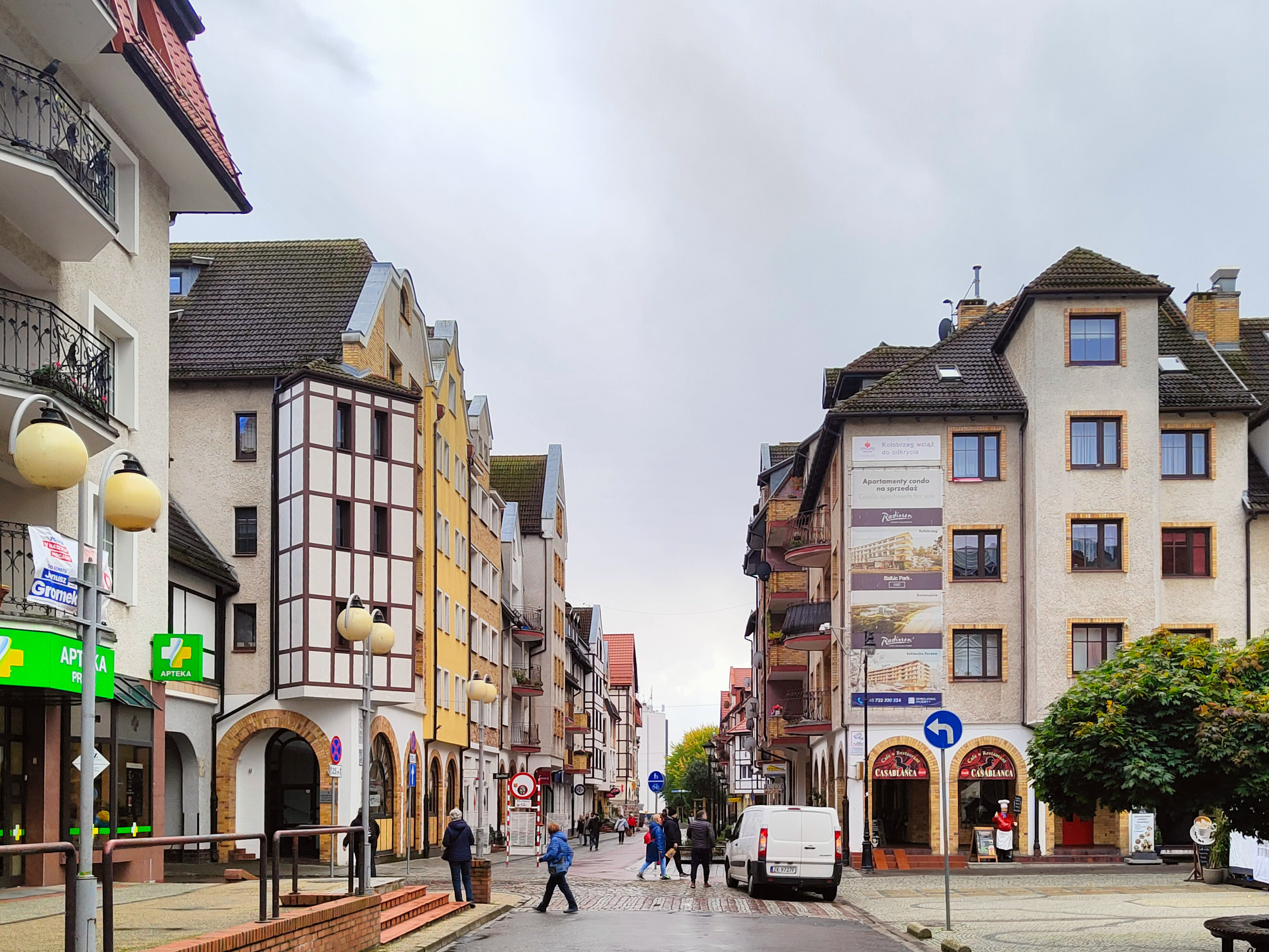
Widok na ulicę z pl. Ratuszowego
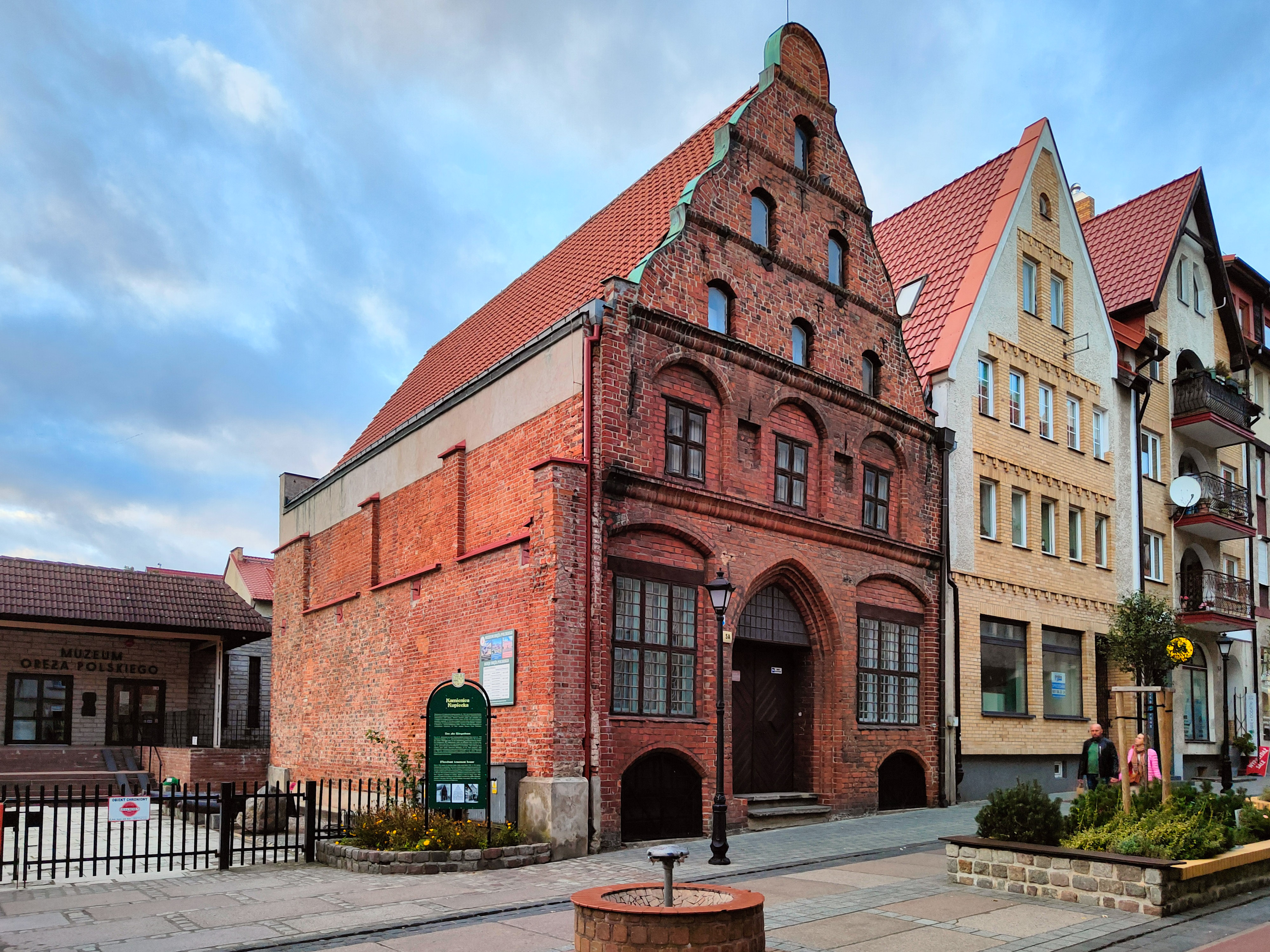
Kamienica Schlieffenów pod nrem 5
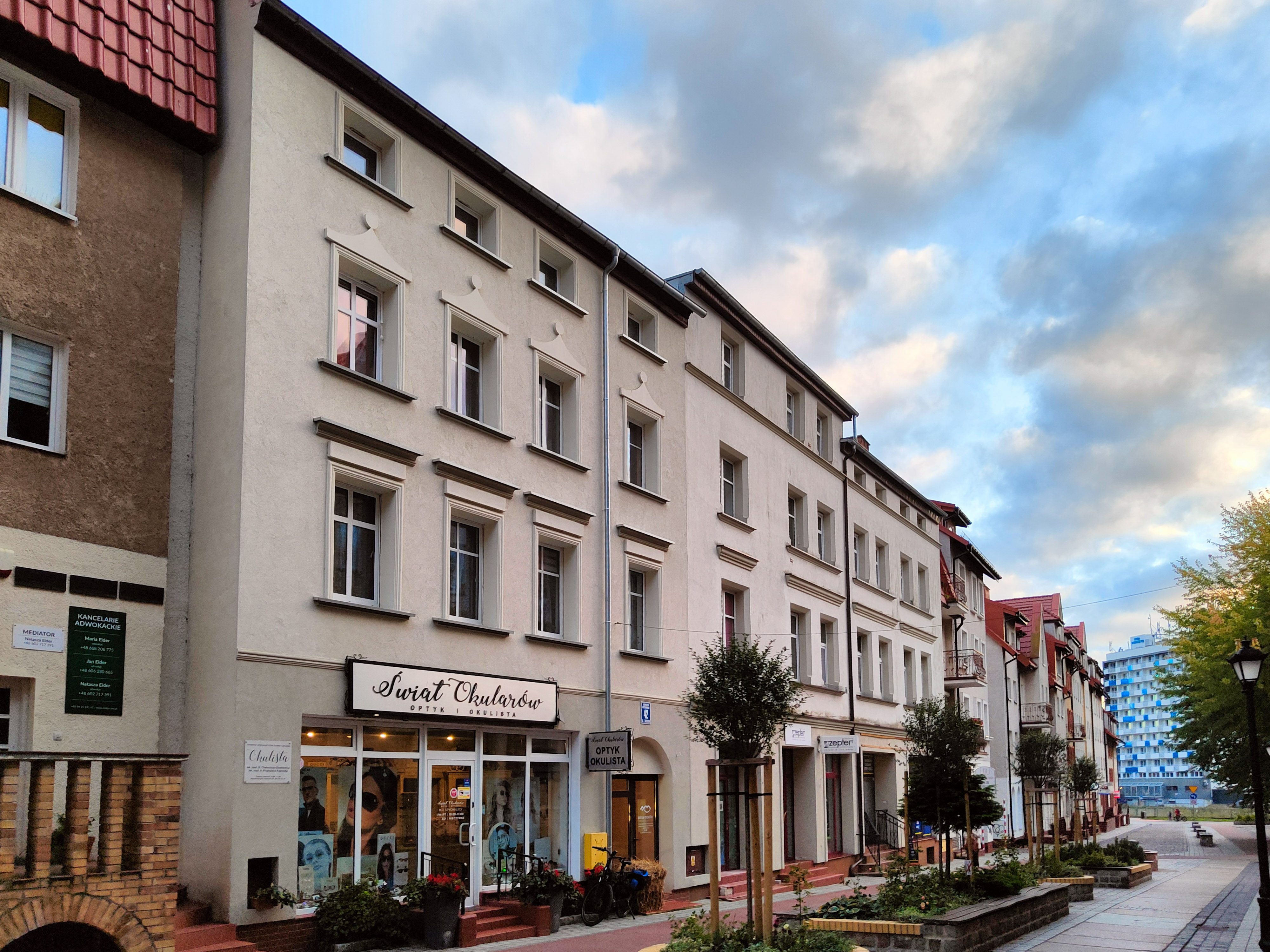
Dwie przedwojenne kamienice nr 42 i 43
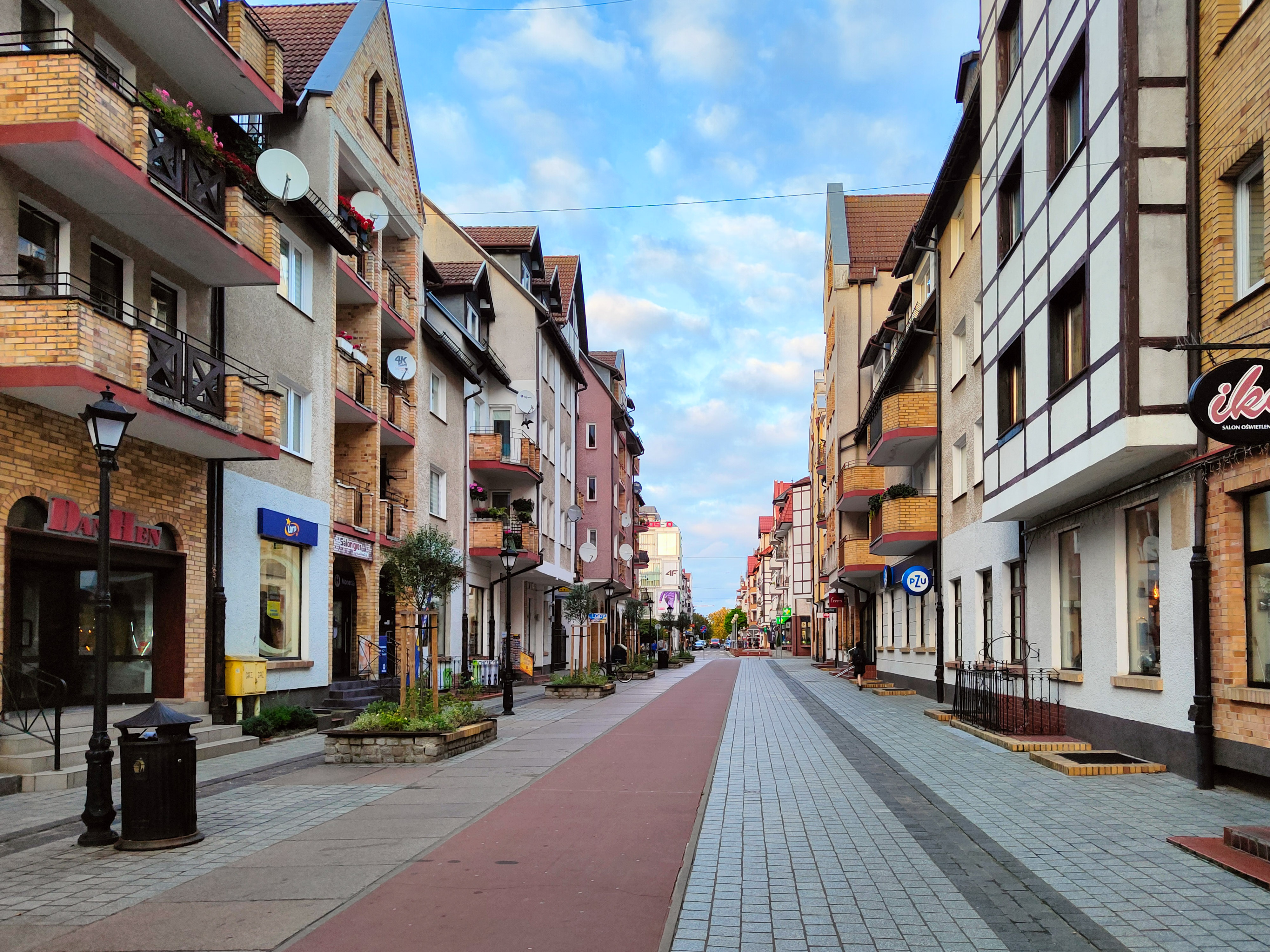
Nowa zabudowa ulicy
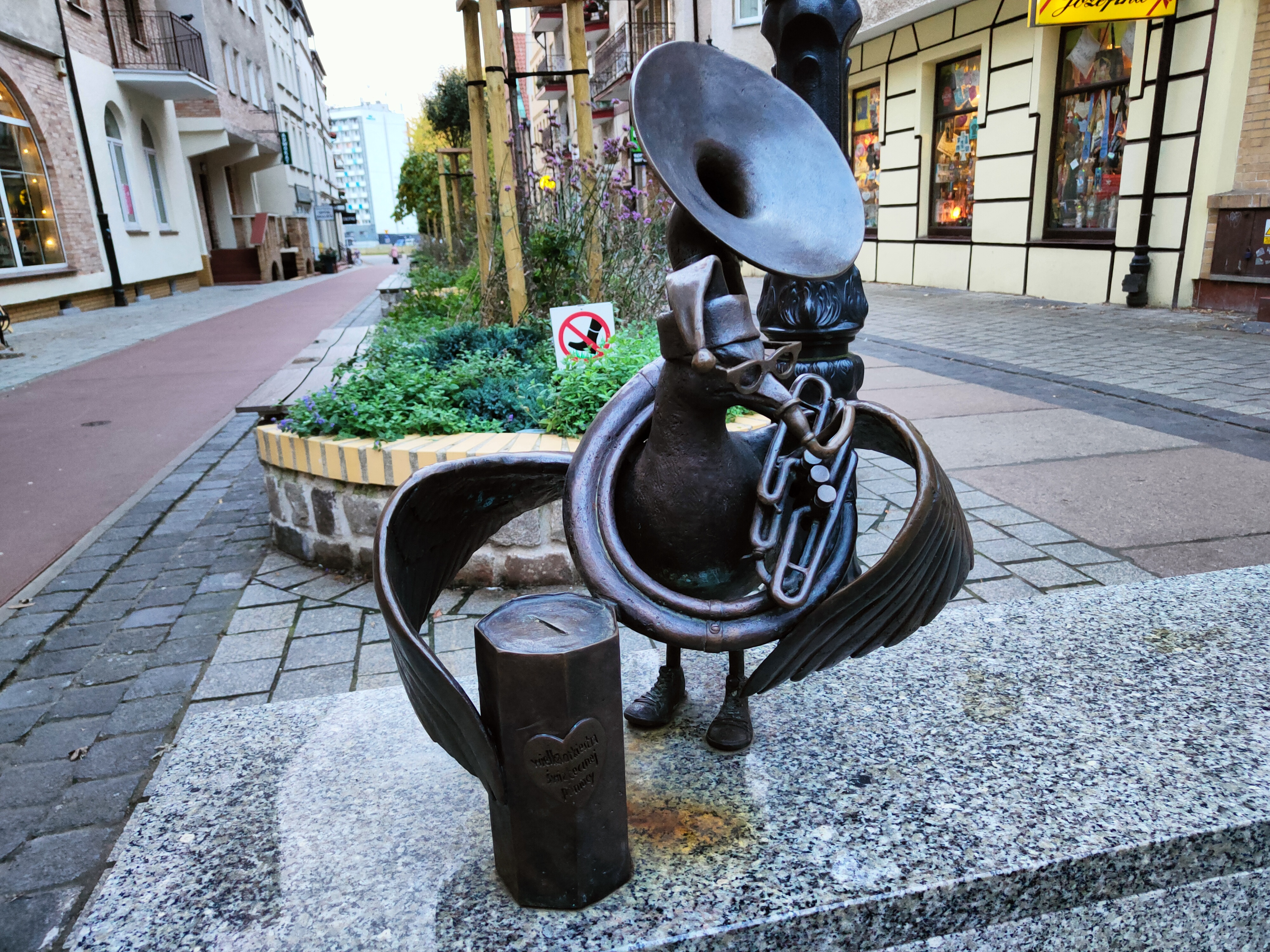
Rzeźba Mariana-wolontariusza